# Karl Viererbl

Karl Viererbl

Karl Viererbl (* 24. Juli 1903 in Komotau, Österreich-Ungarn; † 13. Juli 1945 in Vroutek, Tschechoslowakei) bzw. mit Pseudonymen auch Kurt Vorbach bzw. Ernst Kämpfer war ein deutscher Journalist und Politiker (DNSAP/NSDAP).

## Leben
Viererbl besuchte nach der Volksschule das humanistische Gymnasium in Komotau. Danach studierte er ab 1922 an der Deutschen Universität Prag Geschichte, Germanistik, Philosophie und Geografie und wurde 1926 zum Doktor der Philosophie promoviert. Nach dem Studium war er von 1927 bis 1930 als Lehrer an einer deutschen Privatschule in Kladno tätig. Anschließend war er als Schriftleiter beim Saazer Anzeiger und danach bei der Deutschösterreichischen Tageszeitung angestellt, ehe er Hauptschriftleiter des publizistischen Parteiorgans der Deutschen Nationalsozialistischen Arbeiterpartei (DNSAP), Der Tag, wurde. Außerdem wurde er zeitgleich Mitglied der Reichsleitung der DNSAP.
Nach der Selbstauflösung der Partei infolge des bevorstehenden Verbots siedelte er 1933 nach Deutschland über. Ab diesem Jahr leitete er in Berlin die Auslandspressestelle Konrad Henleins. Ab Januar 1934 bis 1939 war er als „Volkstumsexperte“ Redakteur beim außenpolitischen Ressort des Völkischen Beobachters, des Parteiorgans der NSDAP, tätig. Darüber hinaus war er ab 1935 Lektor der Parteiamtlichen Prüfungskommission zum Schutz des Deutschen Schrifttums. Er arbeitete auch für das SS-Kampf- und Werbeblatt Das Schwarze Korps. Von 1935 bis 1939 war er zudem Dozent an der Hochschule für Politik und des Außenpolitischen Schulungshauses der NSDAP. Er wurde 1937 Mitglied der NSDAP und 1938 der SS. Bei der SS erreichte er den Rang eines Sturmbannführers.
Bei der Ergänzungswahl am 4. Dezember 1938 nach der Angliederung des Sudetenlandes an das Deutsche Reich wurde er in den nationalsozialistischen Reichstag gewählt, dem er bis Kriegsende angehörte. Am 1. Mai 1939 wurde er Chefredakteur der sudetendeutschen NS-Zeitung Die Zeit. Bei der Gauleitung im Reichsgau Sudetenland wurde er Hauptschriftleiter der Gaupresse, Gauamtsleiter und schließlich Gaupresseamtsleiter. Außerdem war Viererbl Leiter des Landesverbandes Sudetenland im Reichsverband der deutschen Presse. An der sogenannten Reichsuniversität Prag wurde er 1943 Honorarprofessor für Zeitungswissenschaft. Viererbl starb kurz nach Ende des Zweiten Weltkriegs in der Haft in Vroutek bei Podbořany.
Viererbls Schriften Dummheit? Hexenwahn, Teufelsspuk und Reliquienschwindel (Ludendorff, München 1937), Der politische Katholizismus (Leipzig, Fritsch 1937), Von Marbod bis Benesch (Luser, Wien 1938) und Vom Sinn der Gegenwart, Kleine Aufsätze zum Zeitgeschehen (Kraft, Karlsbad 1943) sowie das von ihm herausgegebene Sudetenland im Reich (Kraus, Reichenberg 1943) wurden in der Sowjetischen Besatzungszone auf die Liste der auszusondernden Literatur gesetzt. In der Deutschen Demokratischen Republik folgten auf diese Liste noch Viererbls Schriften Christlich oder christlich-sozial? (NSP.-Verlag, Aussig 1932) und 200 000 Sudetendeutsche zuviel! (Deutscher Volksverlag, München 1936).